# Панов Сергій Васильович
Сергі́й Васи́льович Панов — з Збройних сил України, учасник російсько-української війни.

## Нагороди
- 21 жовтня 2014 року — за особисту мужність і героїзм, виявлені у захисті державного суверенітету та територіальної цілісності України, вірність військовій присязі під час російсько-української війни, підполковник Сергій Панов відзначений — нагороджений орденом Богдана Хмельницького III ступеня.
- Медаль «За військову службу Україні»[1]

Родина ==
Дружина Панова Тетяна Вікторівна, вчитель географії.
=